# アシュリー・ステアシー
アシュリー・ステアシー（Ashley Steacy、1987年6月28日 - ）は、カナダの女子ラグビー選手。

## プロフィール
- カナダ・レスブリッジ出身[1]。
- ポジションはウィング(WTB)。
- 身長 158cm、体重 64kg
- ワールドカップ2010のカナダ代表に選ばれた[2]。

## 略歴
2016年、リオ五輪の7人制女子カナダ代表に選ばれて銅メダルを獲得。